# Гільмар-Карл Шреєр
Гільмар-Карл Шреєр (нім. Hilmar-Karl Schreyer; 28 серпня 1914, Манебах — 15 червня 1944, Норвезьке море) — німецький офіцер-підводник, оберлейтенант-цур-зее крігсмаріне.

## Біографія
В 1933 році вступив на флот. В жовтні-грудні 1940 року — командир корабля 17-ї флотилії форпостенботів. З 20 лютого 1941 року — старший штурман і 3-й вахтовий офіцер на підводному човні U-558. В квітні-травні 1943 року пройшов курс командира човна. З 8 липня 1943 року — командир U-987. 28 травня 1944 року вийшов у свій перший і останній похід. 15 червня U-987 був потоплений в Норвезькому морі північніше Нарвіка (68°01′ пн. ш. 05°08′ сх. д.) торпедами британського підводного човна «Сатир». Всі 53 члени екіпажу загинули.

## Звання
- Лейтенант-цур-зее (1 квітня 1942)
- Оберлейтенант-цур-зее (1 квітня 1943)

## Нагороди
- Медаль «За вислугу років у Вермахті» 4-го класу (4 роки)